# Roberta Nistra
Roberta Nistra (Rio de Janeiro, ) é uma cantora, compositora e cavaquinista brasileira, nascida no bairro carioca de Vila Isabel. Além disso, é pesquisadora musical, tendo estudado gêneros como o samba, o choro e ritmos africanos.
Como instrumentista, acompanhou diversos sambistas, entre eles Moreira da Silva, Monarco, Wilson Moreira e Wilson das Neves. A partir de 1995, passou a se apresentar como cantora em bares e casas noturnas da Lapa, seguindo os passos de Teresa Cristina e outros nomes da nova geração do samba.

## Discografia
Em 2011 lançou seu primeiro álbum, Roberta Nistra, pela gravadora Biscoito Fino. O CD trouxe 12 faixas, quatro delas de sua autoria, mesclando samba, pontos de candomblé, arrasta-pé e ijexá:
1. Mãe-Africa (Sivuca/Paulo César Pinheiro)
2. Oricuri (João do Vale/José Candido)
3. Afoxé de Oxalá (Luís Antônio Simas)
4. Francisco de Oxum (Lúcio Sanfilippo)
5. Ogum de Ronda (Roque Ferreira/Paulo César Pinheiro)
6. Quantas Lágrimas (Roberta Nistra /Luis Barcelos)
7. Tupi Nago (Edu Krieger/Henrique Band)
8. Guerreiros de Olodumarê (Toninho Geraes/Toninho Nascimento)
9. Roda de Samba (Roberta Nistra)
10. Omi Imale (D.P. Cantiga iorubá - adaptação: Roberta Nistra)
11. Santo Antônio (Roberta Nistra)
12. O céu é o meu espelho (Roberta Nistra/Luís Filipe de Lima)

O segundo CD deverá trazer parcerias de Roberta com o compositor Moacyr Luz.